# Iglesia del Mencal
La iglesia o ermita del Mencal es un templo católico del municipio español de Almazul, en la provincia de Soria.

## Descripción

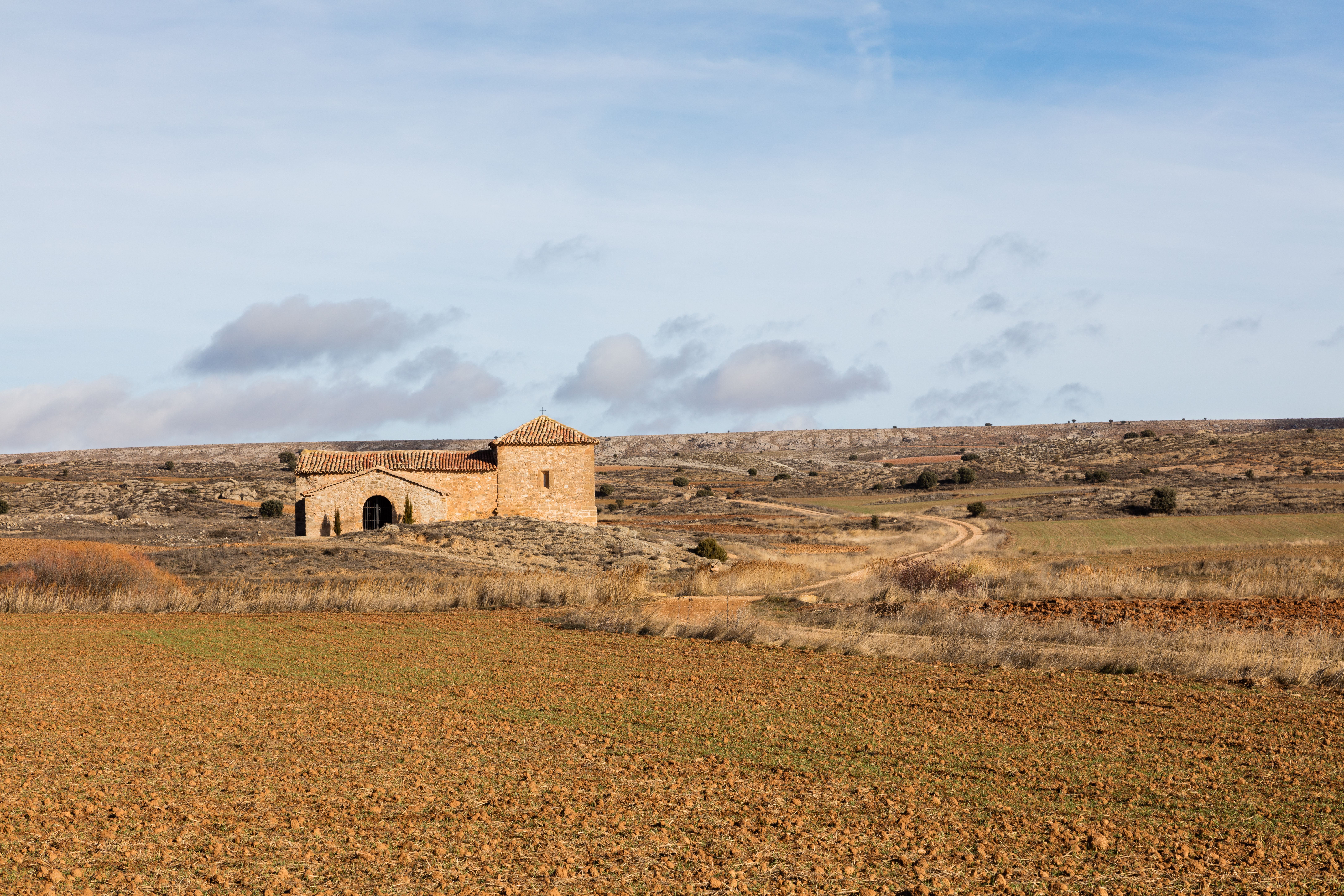
Vista de la ermita

La iglesia, o ermita, según la fuente, está dedicada a Nuestra Señora del Mencal. Se encuentra dentro del término municipal soriano de Almazul, en la comunidad autónoma de Castilla y León. Ubicada al sureste de la localidad, en terreno aislado, aparece mencionada en el volumen XI del  Diccionario geográfico-estadístico-histórico de España y sus posesiones de Ultramar (1847) de Pascual Madoz en la voz correspondiente a Mazaterón —entonces municipio independiente, ahora parte de Almazul— en la que se la menciona como una de las dos ermitas de la localidad, junto a la de «La Soledad».